# Claus M. Schneider
Claus Michael Schneider  (* 19. August 1958 in Backnang) ist ein deutscher Physiker.

## Leben
Schneider studierte von 1997 bis 1985 Physik an der RWTH Aachen. 1985 schloss er das Studium mit einer Diplomarbeit zum Thema „Charge Accumulation and Trapping in Merocyanine Thin Films on Zinc Oxide“ unter der Betreuung von Gerhard Heiland ab. Von 1995 bis 1990 war er Forschungsassistent in der Gruppe von Jürgen Kirschner an der Freien Universität Berlin. 1990 promovierte er dort mit einer Arbeit zu “Electronic Structure and Magnetic Properties of Ultrathin Epitaxial Films: fcc-Cobalt on Cu(100)”. 1996 habilitierte er sich mit einer Arbeit zur „Optical Spin Orientation at Solid Surfaces“ an der Martin-Luther-Universität Halle-Wittenberg. Von 1998 bis 2003 leitete Schneider die Abteilung „Thin Film Systems and Nanostructures“ am Leibniz-Institut für Festkörper- und Werkstoffforschung in Dresden. Seit 2011 ist er Direktor am Peter Grünberg Institut, Forschungszentrum Jülich und Professor an der Universität Duisburg-Essen. Der Schwerpunkt von Schneiders Forschungsarbeit liegt in den magnetischen Eigenschaften von Nanostrukturen, der Ultrakurzzeitspektroskopie von magnetischen Eigenschaften und der Spintronik. 

## Ehrungen und Preise
- 1992: Karl-Scheel-Preis der Physikalischen Gesellschaft zu Berlin
- 2009: Gay-Lussac-Humboldt-Preis[1]

## Publikationen
- W. Kuch and C. M. Schneider, Magnetic Circular Dichroism in Valence Band Photoemission, Rep. Prog. Phys. 64, 147 (2001), doi:10.1088/0034-4885/64/2/201
- mit K. Wetzig (Herausgeber): Metal-Based Thin Film Systems for Electronics, Wiley-VCH, Berlin, 2006, ISBN 9783527403653